# Chus Pato
María Xesús Pato Díaz, née à Orense, en Galice en 1955, est une universitaire et écrivaine galicienne connue sous le nom de Chus Pato.
Elle est considérée comme l'une des figures les plus remarquables de la poésie galicienne actuelle, protagoniste d'un courant qui cherche à déconstruire la tradition littéraire galicienne dans le milieu de la poésie.
Son œuvre se caractérise par une transgression postmoderne des genres littéraires, se voulant une écriture basée sur le dépassement du concept traditionnel de la poésie traditionnelle. Écrite en prose, sa poésie accueille plusieurs types textuels, depuis la biographie jusqu'à l'essai philosophique. 
Elle est également professeure d'histoire-géographie.
En 2009, elle reçoit le Prix de la Critique de poésie galicienne 2008 pour son œuvre Hordas de escritura.

## Œuvre

### En galicien
- Urania. Ourense: Calpurnia (1991).
- Heloísa. A Coruña: Espiral Maior (1994).
- Fascinio. Muros: Toxosoutos (1995).
- A ponte das poldras. Santiago de Compostela: Noitarenga (1996).
- Nínive. Vigo: Xerais (1996).
- m-Talá. Vigo: Xerais (2000).
- Charenton. Vigo: Xerais (2004).
- Hordas de escritura. Vigo: Xerais (2008).
- Secesión. Vigo: Galaxia (2009).
- Carne de Leviatán. Vigo: Galaxia (2013).
- Un libre favor. Vigo: Galaxia (2019).
- Sonora. Vigo: Xerais (2023).

### En français
- Chair de Léviathan, traduit du galicien par Erín Moure. Alger: Apic éditions, 2024.